# Поси
Поси (порт. Posse) — муниципалитет в Бразилии, входит в штат Гояс. Составная часть мезорегиона Восток штата Гойяс. Входит в экономико-статистический микрорегион Ван-ду-Паранан. Население составляет 27 932 человека на 2006 год. Занимает площадь 1949,632 км². Плотность населения — 14,3 чел./км².

## История
Город основан в 1872 году.

## Статистика
- Валовой внутренний продукт на 2003 год составляет 81 644 232,00 реалов (данные: Бразильский институт географии и статистики).
- Валовой внутренний продукт на душу населения на 2003 год составляет 3034,43 реала (данные: Бразильский институт географии и статистики).
- Индекс развития человеческого потенциала на 2000 год составляет 0,711 (данные: Программа развития ООН).